# 복창군
복창군 이정(福昌君 李楨, 1642년 1월 29일(1641년 음력 12월 29일) ~ 1680년 5월 24일(음력 4월 26일))은 조선의 왕족으로 인조의 손자이자, 인평대군의 셋째 아들이다.

## 개요
인조의 아들인 인평대군의 아들이다. 인평대군과 효종의 우애가 돈독하였기 때문에 효종 또한 인평대군의 아들들을 총애하였고 사촌인 현종과는 매우 두텁게 지냈다.
두 동생인 복선군(福善君), 복평군(福平君)과 함께 삼복(三福)이라 불리며 왕실의 종친으로서 위세를 떨쳤다. 하지만 삼복 형제의 세력이 커질 것을 경계하던 숙종의 어머니 명성왕후와 숙종의 외조부 김우명의 고발에 의해 인선왕후의 국상중에 궁녀 김상업과 사통한 일로 추국을 받고 정배되었다.(→홍수의 변)
이후 정배에서 풀려났으나 경신환국 당시 허견 등과 삼복의 옥에 연루되었고, 동생 복선군과 역모를 꾀했다는 이유로 국문을 받고 교수형에 처해졌다.

## 생애
휘는 정(楨), 본관은 전주(全州)이다.
1641년(인조 19년), 인조의 셋째 아들인 인평대군과 오단의 딸인 복천부부인 오씨의 셋째 아들로 태어났다.
이후 복창군(福昌君)으로 책봉되었으며 1662년(현종 3년) 숭헌대부(崇憲大夫)에 가자되고 일찍이 진하 겸 사은사로 청나라에 다녀오는 등 임금의 가까운 종친으로서 세력을 떨쳤다. 내수사에 바치는 공물을 빼앗은 일로 파직되거나 형제들과 사냥을 나가 백성들에게 피해를 끼치는 등 종친으로서 위세를 부린다는 이유로 여러 차례 탄핵을 받았다.
1674년 숙종이 즉위하자 사은사 겸 동지사로 임명되어 청에 다녀왔다.

### 홍수의 변
1675년(숙종 1년), 명성왕후의 아버지 김우명이 차자를 올려 복창군과 복평군이 궁녀들과 간통하여 자식까지 갖게 되었다고 고발하였다. 그러나 복창군, 복평군 및 나인들이 모두 혐의를 인정하지 않자 숙종은 "남의 말을 믿고 골육의 지친(至親)이 헤아릴 수 없는 처지에 빠지게 하여 부끄럽다"며 놓아주게 하였는데 명성왕후가 나서서 복창군 등의 일은 명백한 사실이며 숙종이 어려서 몰랐을 뿐이라고 하며 처벌을 주장하였다. 이로 인해 복창군은 영암에 유배되었고, 동생 복평군과 연루된 나인들도 각각 유배되었으나 남인들의 비호와 숙종의 애정으로 몇 달만에 풀려나 서용되었다.

### 삼복의 변
1680년(숙종 6년) 경신환국으로 정권을 잡은 서인은 조정에서 남인을 몰아내기 위하여 복선군이 남인인 허견 등 몇 명의 추대를 받고 역모를 꾀한다는 고변을 하였다. 복창군은 이 역모 사건에 연루되어 국문을 받았고 동생들과 함께 유배되었는데 이때 형제들이 서로 연락을 하지 못하도록 복창군은 거제에, 복선군은 진도에, 복평군은 교동도에 각각 안치되었다. 이 사건으로 복창군은 동생 복선군과 함께 사사되었고 관련된 사람들 중 60여명이 유배, 50여명이 삭탈관직되었다. 이때 유배된 사람 가운데에는 희빈 장씨의 오촌 당숙으로 복창군 형제의 심복 이었던 장현도 있었다.
최종 관직은 현록대부 겸 오위도총부 도총관에 이르렀다.다

## 사후
복창군의 딸은 이 사건으로 남편에게 이혼당하고 혼자 살게 되었는데 숙종이 내수사에 명해 먹을거리를 내리게 하였다. 복창군은 죽은 형 복녕군의 아들 이혁을 양자로 삼았으나 죄가 연좌되지 않도록 파양시켰다. 이후 1689년에 관작이 신원됨에 따라, 양자 이식으로 하여금 복창군의 제사를 받들게 했다.

## 가족 관계
| - 조부 : 인조(仁祖, 1595~1649) - 조모 : 인열왕후 한씨(仁烈王后 韓氏, 1594~1635) - 아버지 : 인평대군(麟坪大君, 1622~1658) - 외조부 : 오단(吳端, 1592~1640) - 외조모 : 청송 심씨(靑松 沈氏, 1592~1672) - 어머니 : 복천부부인(福川府夫人) 동복 오씨(同福 吳氏, 1622~1658) - 형 : 복녕군(福寧君, 1639~1670) - 동생 : 복선군(福善君, 1647~1680) - 동생 : 복평군(福平君, 1648~1700) - 여동생 : 이금온(李金溫, 1654~?) - 여동생 : 정중만의 처 이씨 | - 부인 : 군부인(郡夫人) 창원 황씨(昌原 黃氏, ?~1673) - 김육의 외손녀이며 명성왕후의 고종 사촌 - 딸 : 정부인(貞夫人) 전주 이씨(全州 李氏) - 사위 : 심중량(沈仲良, 1658~1725) - 이조판서 심재의 아들 - 양자 : 의원군(義原君) 이혁(李爀, 1661~1722) - 큰형인 복녕군의 아들로 복창군이 처형되자 숙종이 연좌시키지 않게 하기 위해 파양시켰다. - 양자 : 완원군(完源君) 이식(李烒) - 동생 복평군의 4남 |

## 같이 보기
- 홍수의 변
- 삼복의 옥
- 인평대군
- 복녕군
- 복평군
- 장현